# Krajinai Szerb Autonóm Terület
Krajinai Szerb Autonóm Terület (szerbhorvátul: Srpska autonomna oblast Krajina / Српска аутономна област Крајина, rövidítve: SAO Krajina / САО Крајина) önmagát kikiáltó szerb autonóm terület (oblaszt) volt az akkori Jugoszlávia (a mai Horvátország) területén. A terület a Horvát Köztársaság szerb többségű településeiből állt, amelyek 1990 októberében önhatalmúlag kiáltották ki az autonómiáját. Eredetileg SAO Kninska Krajina (САО Книнска Крајина) néven alakult meg, de a további szerbek lakta területek csatlakozásával a nevét SAO Krajinára változtatták. 1991-ben a SAO Krajina nevét a Krajinai Szerb Köztársaságra (RSK) változtatták, majd hozzá csatolták a másik két horvátországi szerb autonóm területet, a Nyugat-szlavóniai Autonóm Területet és a Kelet-szlavóniai, Baranyai és Nyugat-szerémségi Autonóm Területet.

## Története
Az 1990-es első horvát többpárti választások után a Horvátországon belüli etnikai feszültségek fokozódtak. Franjo Tuđman horvát elnök Horvátország elszakadását tervezte Jugoszláviától. Így a szerb vezetők előrelátóan 1990. június 27-én Knin városa körül autonóm régiót hoztak létre. A terület a Knini Szerb Autonóm Terület (SAO Kninska Krajina) nevet kapta, de miután csatlakozott hozzá az Észak-dalmáciai és Likai Önkormányzatok Szövetsége, 1990 decemberében felvette a Krajinai Szerb Autonóm Terület (SAO Krajina) nevet. 1990 decemberére az SAO Krajina magában foglalta az Észak-Dalmáciai és Likai Községek Közösségét, beleolvadt az Autonóm Szerb Önkormányzatok Szövetsége, és hamarosan megkezdte saját kormányzati intézményeinek – köztük a régió parlamentjének, a Szerb Nemzeti Tanácsnak a létrehozását. Az SAO Krajina vezetői eredetileg azt várták, hogy a demokratikus és decentralizáló reformok után Horvátország Jugoszlávián belüli nemzetállam lesz. Amikor ez valószínűtlennek bizonyult már ragaszkodtak a Horvátországtól való függetlenséghez, és a Belgrádi Kezdeményezésben javasolt Kis-Jugoszláviához való csatlakozáshoz. Ennek megfelelően 1991. február 28-án hivatalosan is kinyilvánították, hogy az SAO Krajina elszakad Horvátországtól, ha az Jugoszláviától függetlenedni kíván.
A Szerb Nemzeti Tanács 1991. március 16-án az SAO Krajinát Horvátországtól függetlennek nyilvánította. 1991. május 12-én pedig népszavazást tartottak, amelyen a szavazatok több mint 99 százaléka támogatta a Szerbiával való egyesülést. 1991. április 1-jén kijelentette, hogy elválik Horvátországtól. Ezt követően a krajnai közgyűlés kimondta, hogy „az SAO Krajina területe a Szerb Köztársaság egységes területének alkotórésze”. 1990. augusztus 17-én felkelés vette kezdetét a Horvát Köztársaság azon területein, amelyeket jelentős mértékben szerbek laktak. A szervezők Milan Martić által szállított illegális fegyverekkel voltak felfegyverkezve. A lázadást a szerbek azzal magyarázták, hogy „a horvát [kormány] terrorizálja őket”, és „több kulturális, nyelvi és oktatási jogért [harcolnak]”. A Večernje Novosti című szerb lap azt írta, hogy „2 millió szerb kész, hogy Horvátországba menjen harcolni”.
A nyugati diplomaták megjegyezték, hogy a szerb média szítja a szenvedélyeket, a horvát kormány pedig azt mondta: „Tudtunk arról a forgatókönyvről, amely zűrzavart kelt Horvátországban...”  Hamarosan konfliktus kezdődött a krajnai szerbek és a horvát hatóságok között. Szlovénia és Horvátország függetlenségének kikiáltása után az erőszak fokozódott, mivel a szerbek a Jugoszláv Néphadsereg (JNA) segítségével kiterjesztették birtokukban lévő területüket, végül az SAO Kelet-Szlavónia, Baranya és Nyugat-Szerémség, valamint az SAO Nyugat-Szlavónia területeivel. A szerbek által ellenőrzött terület a horvátországi háború szakaszában Horvátország egyharmadát foglalta magában. 1991. december 19-én a két szerb autonóm területet Milan Babić (az SAO Krajina elnöke) és Goran Hadžić (az SAO Kelet-Szlavónia, Baranya és Nyugat-Szerémség elnöke) kezdeményezésére Krajinai Szerb Köztársaság néven egy szerb állammá nyilvánították. 1992 februárjában a krajinai hatóságok kikiáltották a függetlenséget. A Krajinai Szerb Köztársaság 1995. augusztus 5. után szűnt meg, amikor területeit a horvát fegyveres erők visszaintegrálták Horvátországba.

## Fordítás
- Ez a szócikk részben vagy egészben  a   SAO Krajina című angol Wikipédia-szócikk ezen változatának fordításán alapul.  Az eredeti cikk szerkesztőit annak laptörténete sorolja fel. Ez a jelzés csupán a megfogalmazás eredetét és a szerzői jogokat jelzi, nem szolgál a cikkben szereplő információk forrásmegjelöléseként.